# École de Rétaud
L’école de Rétaud, bâtie au XVIIIe siècle, est située à Rétaud, en France. L'immeuble a été inscrit au titre des monuments historiques en 1931.

## Historique
Le bâtiment est inscrit au titre des monuments historiques par arrêté du 12 janvier 1931.